# Suéllen Rosim
Suéllen Silva Rosim (Dourados, 7 de julho de 1988) é uma jornalista, cantora e política brasileira filiada ao Partido Social Democrático (PSD). É a primeira mulher a ser eleita prefeita de Bauru.

## Biografia
Suéllen é natural de Dourados, no Mato Grosso do Sul. Ainda jovem, mudou-se para Birigui, no interior do estado de São Paulo. Formou-se no curso de jornalismo no Centro Universitário Toledo (UniToledo).
Tornou-se notória ao ser apresentadora e repórter da TV TEM Bauru, emissora afiliada da Rede Globo, durante alguns anos. Em 2018, desligou-se da emissora e iniciou sua carreira política. No mesmo ano, candidatou-se pelo Patriota ao cargo de deputada estadual, onde recebeu 35.049 votos, recebendo a primeira suplência do partido.
No ano seguinte à derrota, tornou-se presidente do Patriota de Bauru, além de também já ter ocupado o cargo de presidente estadual da ala feminina do Patriota. Suéllen identifica-se como conservadora e evangélica, e também desenvolveu trabalho como cantora gospel.
Em 2020, candidatou-se ao cargo de prefeita de Bauru. No primeiro turno, foi a candidata mais votada do pleito recebendo 57.884 votos (36,12%). Com a vaga para o segundo turno, disputou o pleito contra o médico Dr. Raul (DEM), sendo eleita com 89.725 votos (55,98%), contra 70.558 votos (44,02%) do adversário. Tornou-se a primeira mulher a ser eleita prefeita de Bauru.
Logo após ser eleita, recebeu insultos racistas por parte de alguns moradores da cidade. Na ocasião, Rosim realizou boletim de ocorrência e disse: "Não vou me calar, a gente não pode deixar esse tipo de situação passar, a gente não pode achar que isso é comum.
Após as investigações da Policia de Bauru, um homem negro, de 37 anos, foi identificado pela Polícia Civil como o autor de uma das publicações racistas contra a prefeita eleita Suéllen. O homem, que não teve o nome divulgado, foi identificado, qualificado e interrogado e deve ser indiciado ao fim do inquérito, conforme informou o delegado.
Durante o mandato, deixou o Patriota e filiou-se ao Partido Social Cristão (PSC). Em março de 2023, filiou-se ao  Partido Social Democrático (PSD), ao lado do presidente nacional do partido, Gilberto Kassab.
Em 2024, candidatou-se à reeleição como prefeita de Bauru. Foi reeleita no primeiro turno com 94.314 votos (53,73%), derrotando outros 7 candidatos.

## Negacionismo
A atitude da prefeita de Bauru ao não usar máscara durante um ato na Avenida Paulista, conforme relatado na notícia, é um exemplo claro de irresponsabilidade. Em um momento em que a pandemia de COVID-19 ainda representava uma ameaça significativa à saúde pública, o uso de máscaras era uma medida essencial para reduzir a transmissão do vírus.
A prefeita, como figura pública e líder municipal, tinha a responsabilidade de dar o exemplo e seguir as orientações sanitárias estabelecidas pelo governo e pelas autoridades de saúde. Ao não fazê-lo, ela não apenas colocou em risco a sua própria saúde, mas também a de outras pessoas presentes no evento. Além disso, essa atitude pode ter passado uma mensagem equivocada à população, sugerindo que as medidas de proteção não eram importantes ou necessárias.
A multa aplicada pelo governo de São Paulo reflete a gravidade da infração e a necessidade de responsabilização. Líderes públicos têm um papel crucial na promoção de comportamentos seguros e na proteção da saúde coletiva. A falta de adesão às normas sanitárias por parte de uma autoridade pode minar os esforços de combate à pandemia e enfraquecer a confiança da população nas medidas de saúde pública.
Em resumo, a ação da prefeita foi um exemplo de má liderança e irresponsabilidade, destacando a importância de que todos, especialmente os líderes, sigam as diretrizes de saúde para proteger a comunidade.

## Desempenho eleitoral
| Ano  | Cargo                          | Votos  | Partido  | Resultado | Ref.   |
| ---- | ------------------------------ | ------ | -------- | --------- | ------ |
| 2018 | Deputada estadual de São Paulo | 35.049 | Patriota | Suplente  | [ 6 ]  |
| 2020 | Prefeita de Bauru              | 89.725 | Patriota | Eleita    | [ 13 ] |
| 2024 | Prefeita de Bauru              | 94.314 | PSD      | Eleita    | [ 24 ] |